# محمد خلوفی
محمد خلوفی (انگلیسی: Mohamed Kheloufi؛ زادهٔ ۱۲ مهٔ ۱۹۵۹) بازیکن فوتبال بود.
وی همچنین در تیم ملی فوتبال الجزایر بازی کرده‌است.